# Permascand
Permascand AB i Ljungaverk är ett svenskt verkstadsföretag. Företaget är, med sina cirka 130 anställda, den största privata arbetsgivaren i Ånge kommun. Permascand tillverkar elektroder för elektrokemisk industri och processutrustning i titan.
Idag går drygt 95 % av produkterna till marknader utanför Sverige, främsta Europa och Sydamerika.
Företaget grundades 1971 som ett samriskföretag mellan Kemanord och den italienska De Nora-gruppen. Affärsidén var att tillverka elektroder av titan med katalytiska beläggningar, något som fortfarande är huvudsysselsättningen. Till 2012 tillhörde företaget AkzoNobel-koncernen, men är numera ett fristående aktiebolag.